# ヒ化アルミニウムガリウム
ヒ化アルミニウムガリウム（AlxGa1-xAs）は、GaAsとほぼ同じ格子定数を持つ半導体材料。
アルミニウムガリウムヒ素とも。

## 概要
ヒ化アルミニウムガリウム（AlxGa1-xAs）は、GaAsとほぼ同じ格子定数を持つ半導体材料であるが、バンドギャップは大きい。バンドギャップとは、広義の意味は、結晶のバンド構造において電子が存在できない領域全般を指す。 ただし半導体、絶縁体の分野においては、バンド構造における電子に占有された最も高いエネルギーバンドの頂上から、最も低い空のバンドの底までの間のエネルギー準位を指す。 E-k空間上において電子はこの状態を取ることができない上記の式のxは0と1の間をとる。これは、GaAsとAlAsの間の任意の合金を示す。 
化学式AlGaAsは、特定の比率ではなく、AlxGa1-xAsの省略形と見なす必要がある。バンドギャップは1.42eV（GaAs）から2.16 eV（AlAs）の間で変化する。 x <0.4の場合、バンドギャップは直接。屈折率は、クラマース・クローニッヒの関係式を介してバンドギャップに関連しており、2.9（x = 1）から3.5（x = 0）の間で変化する。これにより、VCSEL、RCLED、および基板転写セラミックコーティングで使用されるブラッグミラーの構築が可能になる。
ヒ化アルミニウムガリウムは、GaAsベースのヘテロ構造デバイスのバリア材料として使用される。 AlGaAs層は、電子をガリウムヒ素領域に閉じ込める。このようなデバイスの例には、量子井戸赤外光検出器（QWIP）がある。これは、GaAsベースの赤色および近赤外発光（700〜1100 nm）のダブルヘテロ構造レーザーダイオードで一般的に使用されている。

## 安全性と毒性の側面
AlGaAsの毒物学は完全には調査されていない。粉塵は皮膚、目、肺に刺激を与える。アルミニウムガリウムヒ素源（トリメチルガリウムやアルシンなど）の環境、健康、安全面、および標準的なMOVPE源の産業衛生モニタリング研究がレビューで報告されている。